# Uxbridge (Anglia)
Uxbridge – miasto w granicach Wielkiego Londynu, leżące w gminie London Borough of Hillingdon, położone na wschodnim brzegu rzeki Colne. W 2001 miasto liczyło 78764 mieszkańców.